# Boualem Mankour
Boualem Mankour, né le 21 septembre 1970, est un entraîneur de football franco-algérien.

## Biographie
Boualem Mankour commence sa carrière d'entraineur en 2003 en coachant les U17 du stade Rennais. Il entrainera ensuite en D2 marocaine au KAC de Kénitra.   
Il enchainera ensuite plusieurs clubs en Turquie, au Congo ou en Tunisie.  
En 2019, après l'élection du comité du club congolais du FC Lupopo, il se voit nommé entraîneur de l'équipe.  
Il devient sélectionneur de l'équipe nationale de football de Maurice en février 2020.
e technicien franco-algérien Boualem Mankour s’engage au Portugal. Actuel sélectionneur de l’Ile Maurice qu’il n’a pas encore pu diriger, Covid 19 oblige, Mankour s’est mis d’accord avec le Lusitano de Villareal de San Antonio, un club de 4E division partenaire officiel du grand Benfica de Lisbonne, en qualité de coordinateur technique, chargé de la formation,.
Dans toutes les équipes qu'il entraine, il essaye d'imprégner les joueurs de cette philosophie : « Le sacrifice, ce n'est pas que pour soi, c'est aussi pour le partenaire. »